# Denfert-Rochereau (stacja metra)
Denfert-Rochereau – stacja 4 i 6 linii metra w Paryżu. Stacja znajduje się w 14. dzielnicy Paryża. Na linii 4 stacja została otwarta 30 października 1909 r, a na linii 6 – 6 października 1942. Przy tym miejscu znajduje się wejście do Paryskich katakumb.